# Lunar Landing Research Vehicle

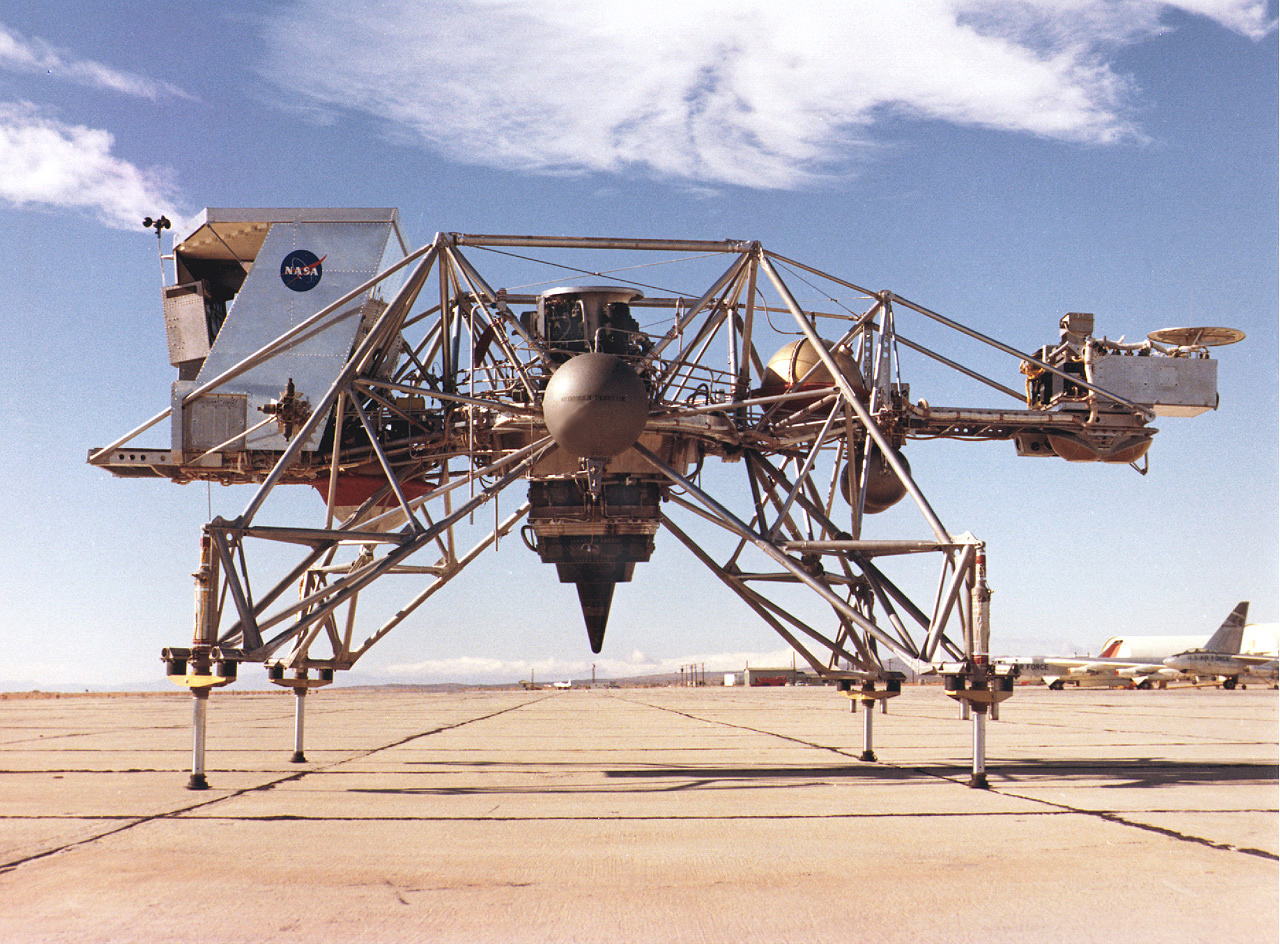
Lunar Landing Research Vehicle na letištní ploše v Leteckém výzkumném středisku NASA, 1966

Lunar Landing Research Vehicle (LLRV, volně „prostředek výzkumu přistání na Měsíci“) byl létající trenažér, na kterém astronauti programu Apollo nacvičovali přistání na Měsíci. Na objednávku NASA ho zkonstruovala a vyráběla firma Bell Aerosystems. Cílem bylo naučit astronauty manévrovat a přistávat v podmínkách šestinové gravitace.
Stroj byl schopen kolmého vzletu a přistání s centrálním proudovým motorem CF 700 v Kardanově závěsu, který umožnil motoru vždy zachovávat svislou polohu. Jeho tah byl seřízen tak, aby vyrovnával 5/6 váhy stroje, takže manévrování pomocí dalších raketových motorů na peroxid vodíku poměrně věrně simulovalo pohyb v podmínkách nižší měsíční gravitace.
Postaveny a roku 1964 dodány byly dva LLRV, jejich zkoušky probíhaly v Leteckém výzkumném středisku NASA na Edwardsově základně v Kalifornii. Po jejich úspěšném průběhu NASA roku 1966 objednala ještě tři další, nazvané Lunar Landing Training Vehicles (LLTV, volně „prostředek tréninku přistání na Měsíci“). Výcvikové lety byly přemístěny na Ellingtonovo letiště v Houstonu. Tři z pěti dodaných strojů byly během letů zničeny, ale astronauti se vždy bezpečně katapultovali. Přeživší LLRV se vrátil do Leteckého výzkumného střediska NASA, jediný zbylý LLTV je vystavován v Johnsonově vesmírném středisku v Houstonu.